# Кальб, Бартоломеус
Бартоломеус Кальб (нем. Bartholomäus Kalb, родился 13 июля 1949 года в Мамминге) — немецкий политик, член христианско-социального союза (ХСС) Баварии, с 1987 года член Бундестага.
В 1972 году был избран в муниципальный совет Кюнцинга. С 1978 по 2002 занимал должность вице-мэра муниципалитета. С 1978 по 1986 состоял членом Ландтага Баварии.
В 1987 году Кальб стал членом Бундестага. Он является членом комитета по бюджету Бундестага, членом комитета по аудиту (подкомитета комитета по бюджету), членом финансового комитета, а также членом департамента по финансированию.
Кальб — католик, женат и имеет двоих детей.